# EDES
Die meist mit der Abkürzung EDES bezeichnete Nationale Demokratische Griechische Liga (griechisch Εθνικός Δημοκρατικός Ελληνικός Σύνδεσμος, Ethnikos Dimokratikos Ellinikos Syndesmos, abgekürzt ΕΔΕΣ) war eine griechische Widerstandsgruppe während der deutschen Besetzung Griechenlands im Zweiten Weltkrieg. Als größte nicht-kommunistische Widerstandsgruppe rivalisierte sie mit der wesentlich größeren kommunistisch geführten Griechischen Volksbefreiungsarmee ELAS (griechisch Ελληνικός / Εθνικός Λαϊκός Απελευθερωτικός Στρατός ΕΛΑΣ Ellinikós / Ethnikós Laikós Apelevtherotikós Stratós). Sie konzentrierte ihre militärischen Aktivitäten auf Epirus. Ab 1943 führten Auseinandersetzungen mit der ELAS zu einer Reihe von innerstaatlichen Konflikten, die in den griechischen Bürgerkrieg mündeten.

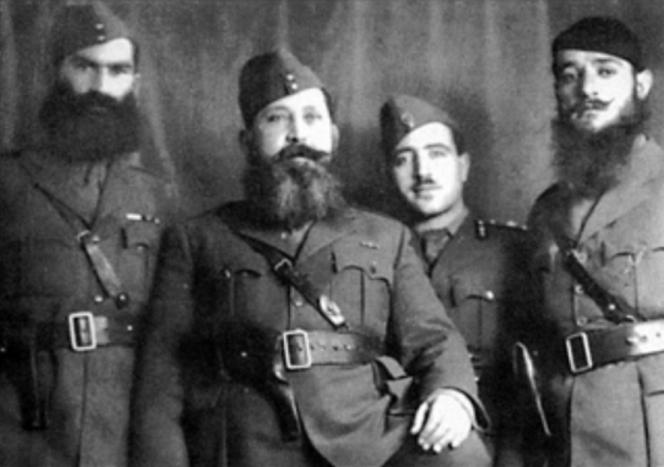
Napoleon Zervas (2. von links) mit anderen EDES-Offizieren

## Gründung und Ideologie
Die EDES wurde am 9. September 1941 von dem ehemaligen Offizier Oberst Napoleon Zervas gegründet.
Die politische Orientierung der EDES war zunächst republikanisch, geprägt von starker Abneigung gegen den im Exil befindlichen König Georg II., mit einigen vagen linken/sozialistischen Tendenzen. Nach den Jahren des vom König massiv unterstützten rechtsgerichteten Metaxas-Regimes genoss die Monarchie im Volk wenig Sympathie, während linke und soziale Ideale bei den verschiedenen Widerstandsgruppen hoch im Kurs standen. Die Gründungscharta der EDES forderte die „Errichtung einer republikanischen Regierung sozialistischer Art in Griechenland“, die „Offenbarung […] des Verrats des ehemaligen Königs Georg II. und der Bande der 4.-August-Diktatur“, und eine gründliche Säuberung des griechischen Staates und des öffentlichen Lebens von allen, „die nicht ein nationales, republikanisches [und] sozialistisches Bewusstsein durch die Tat unter Beweis gestellt“ hätten. Die Charta, in deren Text sich noch kein Hinweis auf bewaffneten Widerstand gegen die Besatzungstruppen findet, nannte den im Exil in Nizza befindlichen venizelistischen General Nikolaos Plastiras als nominellen politischen Kopf, allerdings ohne dessen Wissen oder gar Zustimmung. Zur selben Zeit war allerdings Komninos Pyromaglou, ein Freund und Assistent von Plastiras, von Nizza nach Griechenland gereist. Er war von Plastiras beauftragt, in dessen Namen eine republikanische Organisation mit sozialistischer Prägung zu bilden, die sich sowohl „gegen die Besatzer“ als auch gegen eine Rückkehr der Monarchie wenden sollte. Nach seiner Ankunft in Athen nahm Pyromaglou Kontakt mit republikanischen Kreisen auf und wurde schließlich von Zervas überzeugt, sich der EDES anzuschließen. Im Oktober wurde ein aus fünf Mitgliedern bestehender Vorstand gebildet, dem außer Pyromaglou als Generalsekretär auch Zervas als Mitglied angehörte.
Die Organisation nahm Verbindung mit dem britischen Hauptquartier in Kairo auf, um finanzielle Mittel, Waffen und Anleitung zu erhalten. Auf Druck der Briten, die sich nachdrücklich für die griechische Monarchie einsetzten, übermittelte Zervas im März 1942 in aller Stille eine Loyalitätsadresse an den König. Mit diesem stillschweigenden Bruch mit der aggressiv-anti-monarchistischen Haltung der vergangenen Monate begann eine langsame, aber stetige Wende der EDES hin zu einer pro-britischen und monarchistischen Haltung, die auch zur direkten Konfrontation mit der größten Widerstandsbewegung, der linken Nationalen Befreiungsfront (EAM) führte.

## Bewaffneter Widerstand
Wie die meisten ähnlichen Gruppen war die EDES zunächst auf Athen begrenzt, erfuhr jedoch Unterstützung von zahlreichen prominenten venizelistischen und republikanischen Militärs. EDES nahm Kontakt mit der Nationalen Befreiungsfront EAM (griechisch Εθνικό Απελευθερωτικό Μέτωπο Ethnikó Apelevtherotikó Métopo) auf und versuchte eine Art Zusammenarbeit zu organisieren. Die Verhandlungen scheiterten an der Forderung der Kommunisten nach einer Fusion von EDES und EAM und ihrem Misstrauen gegen Zervas’ pro-britische Haltung.
Auf britischen Druck begab sich Zervas, begleitet von Pyromaglou und einigen Gefährten am 23. Juli 1942, mehr als einen Monat nachdem die Griechische Volksbefreiungsarmee ELAS, der militärische Flügel der Nationalen Befreiungsfront EAM, erstmals in Erscheinung getreten war, in die Valtos-Berge in Ätolien-Akarnanien, ein Gebiet mit einer langen Guerilla-Tradition aus der osmanischen Zeit.  Von diesem Zeitpunkt an blieb Epirus bis zum Ende der Besatzung das primäre Einsatzgebiet der EDES-Guerillas.

### Die Gorgopotamos-Operation
Unterstützt durch britische Fallschirmabwürfe versammelte EDES schnell rund 100 Kämpfer. Die erste größere Operation der EDES wurde die Operation Harling, die Zerstörung des Gorgopotamos-Eisenbahnviadukts durch eine gemeinsame Truppe des britischen SOE-Kommandos und Kräften der EDES und der EAM am 25. November 1942. Die erfolgreiche Durchführung eines der größten Sabotageakte im besetzten Europa erhöhte stark das Ansehen des entstehenden Widerstands, führte aber auch zu einer beachtlichen Kluft zwischen EDES und EAM: Die Briten verkündeten laut und lobend die Rolle Zervas bei der Aktion, unter Missachtung des – zahlenmäßig weit größeren – Beitrags der linken Kräfte der ELAS/EAM.

### Operationen in Epirus
Nach der Gorgopotamos-Aktion zog Zervas mit seinen Leuten und den britischen Verbindungsoffizieren nach Epirus. Die Widerstandsbewegung erfuhr großen Zulauf und verübte zahlreiche Sabotageakte; der EDES schlossen sich insbesondere zahlreiche ehemalige Offiziere an, sodass sie bis Ende 1942 auf etwa 600 Mann anwuchs. Im Frühjahr 1943 erhielt sie weiteren Zulauf, wuchs auf 3000 Mann an und bis Juli 1943 hatte EDES 8 bis 10 Einheiten von jeweils zwei Regimentern mit jeweils zwei Bataillonen und einer Gesamtstärke von 7000 Mann.
Im weiteren Verlauf kontrollierte die EDES den westlichen Teil der befreiten griechischen Gebiete, während die ELAS die Kontrolle über den östlichen Teil hatte und im gesamten restlichen Griechenland aktiv war. Als Grenze galt das Pindos-Gebirge, jedoch operierten ELAS-Einheiten auch westlich davon. Das von der EDES kontrollierte Gebiet soll nie größer als 40 mal 60 Kilometer gewesen sein. Nur aufgrund der Unterstützung durch die Briten konnte sie sich behaupten.
Die EDES verübte zahlreiche Anschläge insbesondere auf die Nachschubwege der italienischen und deutschen Truppen. Ab Juli 1943 hatte die EDES die nach Epirus verlegte 1. Gebirgs-Division der Wehrmacht zum Gegner. Auf die Aktionen der Partisanen folgten rücksichtslose Vergeltungsmaßnahmen gegen die Zivilbevölkerung, beispielsweise das Massaker von Kommeno am 16. August 1943. Der für dieses Kriegsverbrechen mitverantwortliche Gebirgsjäger-Kommandeur Oberstleutnant Josef Salminger wurde am 1. Oktober 1943 von EDES-Angehörigen erschossen, worauf die 1. Gebirgs-Division am 3. Oktober 1943 das Bergdorf Lyngiades niederbrannte und 82 Zivilisten ermordete.

## Widerstand und Bürgerkrieg
Den Briten gelang es zeitweise, mittels eines gemeinsamen Hauptquartiers die Aktivitäten von ELAS und EDES zu koordinieren. Die durch Rivalität zwischen Widerstandsgruppen hervorgerufenen Konflikte eskalierten jedoch schließlich zum Bürgerkrieg. Im Oktober 1943 griff die ELAS die EDES in den thessalischen Bergen an. Die Angriffe leiteten die „Erste Runde“ des Bürgerkriegs ein, der bis Februar 1944 dauerte.
Ab Oktober 1943, als Zervas erstmals Kontakt mit der deutschen Besatzungsmacht aufnahm, vereinbarte er über Mittelsmänner mit General Hubert Lanz mehrfach befristete Waffenruhen, die ihm einerseits erlaubten, seine Verbände in dem von ihm kontrollierten Gebiet zu schonen und Nachschub heranzuschaffen wie auch Vergeltungsaktionen der Wehrmacht gegen die Zivilbevölkerung zu vermeiden, die andererseits der Besatzungsmacht die Konzentration auf den Kampf gegen die ELAS ermöglichten. Zusätzlich wurde EDES von der Wehrmacht im Kampf gegen die ELAS mit Waffen und Gerät unterstützt. Die EAM, die stärkste Widerstandsgruppe, zu der auch die ELAS gehört, beschuldigte die EDES der Zusammenarbeit mit den Achsenmächten, im Wissen, dass die Alliierten bald einmarschieren und die Kontrolle über Griechenland gewinnen würden.
Anfang August 1944 nahm die EDES die Kampfhandlungen gegen die deutsche Besatzungsmacht bei Parga wieder auf, offenbar um das Küstengebiet für eine Landung der Alliierten vorzubereiten. Die Wehrmacht beantwortete dies jedoch mit einer Gegenoffensive.

## Kriegsende
Im September 1944 begann der Rückzug der Wehrmacht. Die EDES rückte in Nordwestgriechenland in die geräumten Gebiete nach, wo die Deutschen teilweise auch leichte Waffen und Munition zurückgelassen hatten.
Ein Teil der zahlreichen in der Küstenebene von Epirus siedelnden albanischstämmigen Çamen hatte mit den italienischen bzw. deutschen Besatzungstruppen kollaboriert. Zervas nahm dies zum Anlass, um einen Großteil der verbliebenen Albaner kollektiv nach Albanien zu vertreiben, wobei es zu vielen Opfern auch unter der Zivilbevölkerung kam. Am 26. September 1944, als eine Befreiung Griechenlands von der deutschen Besatzung in greifbare Nähe gerückt war, stimmten EDES, ELAS und die griechische Exilregierung im Abkommen von Caserta der Landung der Briten in Griechenland und der Unterstellung ihrer Streitkräfte unter den britischen Oberbefehl von General Scobie zu.    
Als es nach dem Einzug der Briten im Dezember 1944 zu Konflikten über die Entwaffnung der Partisanenverbände und zum kommunistischen Aufstand kam und in Athen und Piräus heftige Kämpfe tobten, setzte die ELAS zum Vernichtungsschlag gegen die durch das Ausbleiben britischen Nachschubs geschwächte EDES an. Unter starken Angriffen der über das Pindos-Gebirge vordringenden ELAS war die durch Verluste und Desertionen auf etwa 2000 Mann geschrumpfte Truppe gezwungen, den Kampf aufzugeben und sich in den letzten Tagen des Jahres 1944 von der britischen Marine vom griechischen Festland nach Korfu evakuieren zu lassen, wo sie entwaffnet und aufgelöst wurde.
Im April 1945 wurde EDES formell aufgelöst.